# Буковица-Мала (Дервента)
Буковица-Мала (серб. Буковица Мала, хорв. Bukovica Mala) — населенный пункт (деревня) в общине Дервента, который принадлежит энтитету Республике Сербской, Босния и Герцеговина. По результатам югославской переписи населения 1991 года в Буковица-Мале проживало 207 человек.

## Население
В населении деревни преобладают сербы, также значительна доля хорватов.
| 1961                           | 1971 | 1981 | 1991 | - | - | - |
| ------------------------------ | ---- | ---- | ---- | - | - | - |
| 292                            | 280  | 222  | 207  | - | - | - |
| Гистограмма динамики населения |      |      |      |   |   |   |

### Национальный состав
1991 год:
- Сербы — 124 (59,90 %)
- Хорваты — 78 (37,68 %)
- Югославы — 3 (1,45 %)
- Мусульмане — 0 (0,00 %)
- Другие — 2 (0,97 %)